# Ecuación de Ramberg-Osgood
La ecuación de Ramberg-Osgood es una ecuación no lineal que aproxima la relación entre la tensión y la deformación de un material en el entorno de su límite elástico. Es sobre todo útil para describir el comportamiento de ciertos metales.
La expresión original de esta ecuación es
| Símbolo                   | Nombre                             | Unidad |
| ------------------------- | ---------------------------------- | ------ |
| {\displaystyle \epsilon } | Deformación                        |        |
| {\displaystyle \sigma }   | Esfuerzo                           | N / m2 |
| {\displaystyle E}         | Módulo de Young                    | N / m2 |
| {\displaystyle K}         | Constante que depende del material |        |
| {\displaystyle n}         | Constante que depende del material |        |

El primer término del lado derecho de la ecuación, {\displaystyle {\sigma }/{E}\,}, es la parte elástica de la deformación, mientras que el segundo término, {\displaystyle \ K({\sigma }/{E})^{n}}, representa el comportamiento plástico. 
Es habitual encontrar la ecuación de Ramberg–Osgood escrita utilizando otros términos diferentes de los usados arriba.